# كريستين بوتشر
كريستين بوتشر هي كاتِبة وكاتبة للأطفال كندية، ولدت في 1951.